# Lørslev
Lørslev er en by i Vendsyssel med 288 indbyggere  (2024), beliggende 30 km vest for Frederikshavn, 10 km sydvest for Sindal og 8 km sydøst for Hjørring. Byen hører til Hjørring Kommune og ligger i Region Nordjylland. I 1970-2006 hørte byen til Sindal Kommune.
Lørslev hører til Ugilt Sogn. Ugilt Kirke ligger i Ugilt 3½ km øst for Lørslev.

## Faciliteter
- Lørslev Friskole & Børnecenter blev oprettet, da folkeskolen Lørslev Skole blev lukket. Skolen har 64 elever, fordelt på 0.-9. klassetrin med aldersblandet undervisning i mindre hold. Børnehaven Mariehuset har 45 børn. I alt er der 14 ansatte.[2]
- Mellem friskolen og "Lørslev Gamle Skole" ligger et hus, som har været Lørslevs ældste skole. Her blev Lørslev Café og Kulturhus indrettet i 2016. I cafeen kan man bestille rundstykker, foretage småindkøb af dagligvarer og afhente bestilte varer. Desuden er huset et lille forsamlingshus, som medlemmerne kan leje til private og kommercielle arrangementer og benytte gratis til offentlige arrangementer. Der er plads til 25 spisende gæster eller 35-40 siddende gæster til foredrag. Vedligeholdelse og drift af cafeen varetages udelukkende af ca. 60 frivillige. For dette koncept fik cafeen "Homeprisen 2017" blandt 223 nominerede lokale projekter.

## Historie
Lørslev blev nævnt første gang 21. april 1408 som Lødhersløf. Forleddet menes at være personnavnet Løther, efterleddet -lev.

### Landsbyen
Lørslev var i 1682 en landsby, bestående af 10 gårde og 10 huse med jord. Det samlede dyrkede areal udgjorde 290,5 tønder land, skyldsat til 50,55 tønder hartkorn. Dyrkningsformen var græsmarksbrug uden tægter.
I 1901 blev Lørslev beskrevet således: "Lørslev med Skole og Mølle". Der var dog også 3 smedjer ifølge det høje målebordsblad fra 1800-tallet.

### Stationsbyen
Lørslev fik station på Hjørring-Hørby Jernbane (1913-53). Stationen havde 95 m læssespor øst for hovedbygningen.
På det lave målebordsblad fra 1900-tallet ses både stationen og mejeriet. I banens tid fik byen desuden missionshus, elværk og brugsforening. Byen havde 9 huse i 1913 og 27 i 1938.
Stationsbygningen er bevaret på Smutvejen 10. Hørbybanens tracé er bevaret på godt ½ km af Troldnæsvej og indkørslen til gården Troldnæs.